# Loomis (Washington)
Pour les articles homonymes, voir Loomis.
Loomis est une census-designated place du comté d'Okanogan, dans l'État de Washington, aux États-Unis.